# Iscrizione della notizia di reato
L'iscrizione della notizia di reato è un istituto del diritto processuale penale italiano, che comporta l'informazione dell'autorità giudiziaria italiana di una informazione di reato (detta notizia di reato); ovvero qualsiasi informazione scritta od orale fatta all'autorità giudiziaria italiana o ad altra autorità che debba informare la prima, dove si ravvisano elementi di reato.
Costituisce l'avvio del procedimento penale e delle indagini preliminari. Il giornalismo italiano utilizza impropriamente l'espressione registro degli indagati per indicare il registro delle notizie di reato.

## Disciplina generale
L'art. 330 c.p.p. comma 1° afferma che:
(art. 330 c.p.p. - Acquisizione delle notizie di reato)
Secondo quanto stabilito dall'art. 335 codice di procedura penale italiano, il pubblico ministero iscrive nell'apposito registro tutte le notizie di reato acquisite di propria iniziativa o comunicategli da altri, comprese le condizioni di procedibilità (cioè querela, istanza e richiesta di procedimento) che rechino la prima notizia di un reato.
Le notizie vengono iscritte in particolare tipo di elenco detto registro delle notizie di reato; essi sono tenuti presso le procure della Repubblica.

## Le acquisizioni degli elementi
L'iscrizione può avvenire, a seconda della perseguibilità dei reati, a procedibilità d'ufficio (richiesta di procedimento) o su domanda di parte (istanza di procedimento) previo accertamento delle condizioni di procedibilità. Nel secondo caso l'impulso deve provenire dalla persona offesa con la presentazione di denuncia e/o querela ovvero con un'istanza del Ministro della Giustizia nel caso di reati compiuti all'estero. Nel caso, invece, di delitto in danno al Presidente della Repubblica, è necessaria una richiesta del Ministro della giustizia.
Iscritta la notizia, essa deve essere aggiornata o con il nome della persona alla quale la notizia di reato è attribuita (dal momento in cui detta circostanza sia nota - in questo caso avremo il fatto più l'autore) oppure, se più di una, con il nominativo delle persone alle quali sia risultato attribuibile il fatto reato inizialmente iscritto (in quest'altro caso avremo il fatto più gli autori).

## Le conseguenze

### Le indagini preliminari
Dal momento in cui la notizia di reato è riferibile ad almeno una persona il P.M. ha un periodo di tempo predeterminato dal codice di procedura penale (ma suscettibile di essere prorogato) per la conclusione delle indagini preliminari, all'esito delle quali può, o richiedere al GIP l'emissione del decreto di archiviazione, ovvero esercitare l'azione penale.

### La conclusione delle indagini
Il legislatore, nell'intento di stabilire una durata ragionevole di tale fase, ha stabilito che per i reati di maggiore allarme sociale - indicati nell'art. 407 c.p.p. - il termine è di un anno dalla data d'iscrizione del nome della persona sottoposta a indagini; per tutti gli altri reati il termine è di sei mesi. Tuttavia può essere concessa non più di una proroga di ulteriori tre mesi dal GIP - con richiesta motivata da parte del pubblico ministero - nei casi stabiliti dall'art. 407 c. 2 lettera b, ossia per quelle notizie di reato che rendono particolarmente complesse le investigazioni per la molteplicità di fatti tra loro collegati ovvero per l'elevato numero di persone indagate e persone offese, mentre la proroga può arrivare anche a 12 mesi per i reati più gravi di cui al c. 2 lettera a dello stesso articolo; In ogni caso il termine massimo non può superare i due anni per i reati di maggiore allarme sociale e i 18 mesi negli altri casi. Se invece si tratta di indagini contro ignoti, come già detto, non esiste un termine massimo essendo previsto solo che dopo sei mesi dall'iscrizione della notizia di reato il pubblico ministero chieda al GIP alternativamente o la richiesta di archiviazione o l'autorizzazione a continuare le indagini. Il giudice per le indagini preliminari può anche ordinare l'iscrizione del nome della persona qualora ritenga che sia individuato l'indagato. Gli atti d'indagini compiuti fuori dei termini sono inutilizzabili.

### I possibili sviluppi
Alla fine delle indagini preliminari più essere disposto il rinvio a giudizio, oppure con la richiesta di archiviazione. Qualora il magistrato del pubblico ministero lasci spirare i termini senza determinarsi né per l'esercizio dell'azione penale né per la richiesta di archiviazione, il procuratore generale della repubblica presso la corte d'appello potrà disporre, ex officio ovvero su istanza dell'indagato o della persona offesa l'avocazione delle indagini ed entro trenta giorni formulare le sue richieste.

## L'obbligo di iscrizione e la riforma Cartabia
L'iscrizione, nelle intenzioni del legislatore, avrebbe dovuto essere un atto dovuto sia nel momento in cui il nome della persona fosse contenuto direttamente nella notizia di reato (querela, denuncia, referto...) sia successivamente nel caso in cui un atto di indagine consentisse l'identificazione dell'indagato. Tuttavia su questo particolare aspetto si è realizzata una drammatica distanza con la prassi giudiziaria, infatti non esisteva alcun rimedio esperibile dall'imputato per contestare il ritardo nell'iscrizione del suo nominativo sul registro delle notizie di reato; questo in concreto portava a un arbitrio del magistrato nella durata delle indagini preliminari. Per ovviare a questo problema la riforma Cartabia del 2022 ha introdotto un nuovo articolo, il 335-quater c.p.p. rubricato appunto "Accertamento della tempestività dell'iscrizione nel registro delle notizie di reato"; la nuova procedura consente all'indagato di rivolgersi al GIP per ottenere la retrodatazione dell'iscrizione, facendo quindi dichiarare inutilizzabili tutti gli atti di indagine eventualmente prodotti in ritardo.